# Дас (лунный кратер)
Кратер Дас (лат. Das) — небольшой молодой ударный кратер в южном полушарии обратной стороны Луны. Название присвоено в честь индийского астронома Анила Кумара Даса (1902—1961) и утверждено Международным астрономическим союзом в 1970 г. Образование кратера относится к коперниковскому периоду.

## Описание кратера

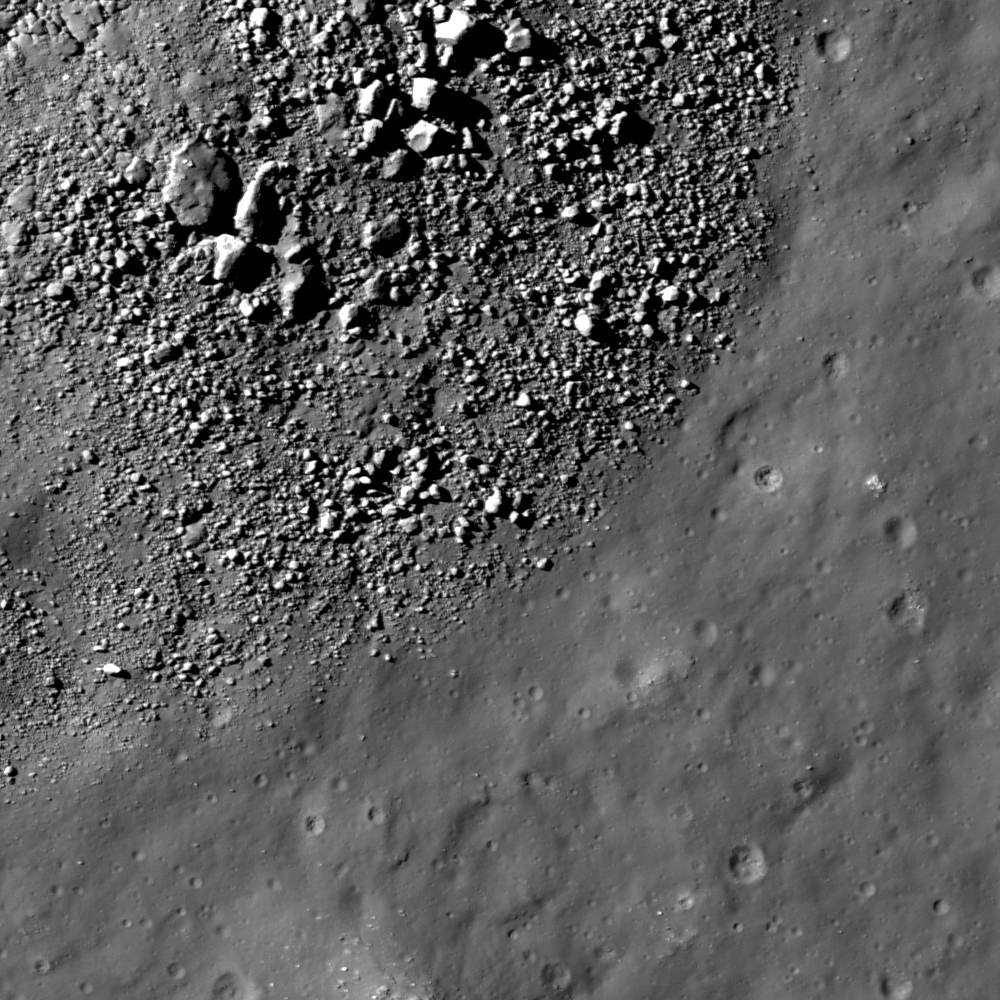
Снимок области дна чаши кратера выделенной и отмеченной стрелкой на верхнем снимке, Lunar Reconnaissance Orbiter.

Ближайшими соседями кратера являются кратер Мураками на северо-западе; кратер Стрёмгрен на северо-востоке; кратер Пален на востоке-северо-востоке; кратер Чебышёв на юго-востоке и кратер Мариотт на юго-западе. Селенографические координаты центра кратера 26°29′ ю. ш. 137°03′ з. д. / 26,49° ю. ш. 137,05° з. д., диаметр 36 км, глубина 2,2 км.
Кратер имеет сложную полигональную форму. Благодаря небольшому возрасту практически отсутствуют следы разрушения, вал кратера с острой кромкой. Внутренний склон вала крутой, с террасовидным уступом у подножья. высота вала над окружающей местностью достигает 1010 м. Дно чаши кратера пересеченное, с кольцом холмов и хребтов по окружности чаши. На дне чаши кратера находятся остатки материала болида образовавшего кратер (см. снимок выше). Объем кратера составляет приблизительно 1100 км³. Кратер Дас является центром слабо заметной системы лучей распространяющихся на расстояние до двух диаметров кратера.

## Сателлитные кратеры

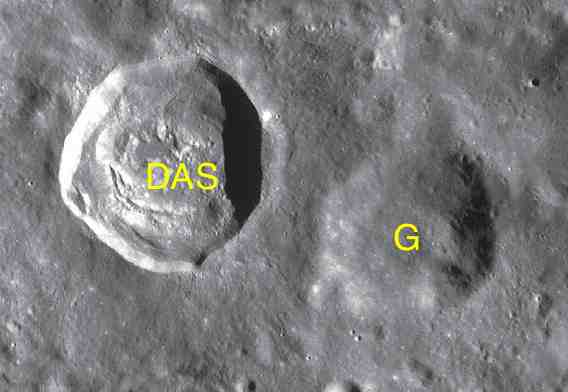
Фрагмент карты LAC-106.

| Дас | Координаты                                             | Диаметр, км |
| --- | ------------------------------------------------------ | ----------- |
| G   | 26°51′ ю. ш. 135°30′ з. д. / 26,85° ю. ш. 135,5° з. д. | 29,8        |